# مركز النهوض بالعلم في الفضاء
مركز النهوض بالعلوم في الفضاء (CASIS) هي منظمة لا تهدف للربح، ويدير المختبر الدولي لمحطة الفضاء الدولية بالولايات المتحدة الأمريكية، وهو مختبر تموله الحكومة الأمريكية وله مرافق بحثية رئيسية في الجزء المداري للولايات المتحدة من محطة الفضاء الدولية.

## وصلات خارجية
- فيديو: المركبة سويوز تلتحم بمحطة الفضاء الدولية، بي بي سي عربي، 7 أبريل 2011
- في الإنترنت يمكن معرفة مكان تواجد المحطة ووزنها الحالي نسخة محفوظة 25 ديسمبر 2015 على موقع واي باك مشين.
- موقع المحطة الفضائية الدولية بالروسية, وبالإنجليزية
- موقع الوكالة الفضاء الأوروبية الخاص بالمحطة الدولية
- المحطة الفضائية الدولية إنشاء سيملاشن